# Vicente Ferreira da Silva
Vicente Ferreira da Silva (født 3. februar 1916 i São Paulo, død 19. april 1963 i São Paulo) var en brasiliansk logiker og filosof. Han var en førende repræsentant for Nyhedenskab.

## Værker
- Modern Logic  (1939)
- Elements of Mathematical Logic  (1940)
- Philosophical Essays  (1948)
- Exegesis of the Action  (1949 and 1954)
- Ideas for a New Concept of Man  (1951)
- Theology and Anti-Humanism  (1953)
- Instruments, Things and Culture  (1958)
- Dialectics of the Consciences  (1950)
- Dialectics of the Consciences - Complete Works  (2009)
- Symbolic Logic - Complete Works  (2009)
- Transcendence of the World - Complete Works  (2010)